# Vates serraticornis
Vates serraticornis är en bönsyrseart som beskrevs av Carl Stål 1877. Vates serraticornis ingår i släktet Vates och familjen Mantidae. Inga underarter finns listade i Catalogue of Life.